# 柳在夏
柳在夏(유재하，又譯柳载河，刘载河)（1962年6月6日—1987年11月1日）是大韩民国的创作型歌手，他的特长是作曲，钢琴，小提琴，大提琴，手风琴。1987年，时年25岁的他创作了专辑“因为爱”，同年在一场车祸中丧生 。
死后公众和音乐的专业人士对柳在夏的关注上升，他的音乐开始得到重新评价。《因为爱》在2007年选定的“ 韩国流行音乐100名“排在第二位。

## 教育信息
- 1969年初等学校년 은석초등학교 입학
- 1975年初中学校萨姆松
- 1978年高学校大一
- 1981年汉阳大学

## 柳在夏音乐奖学金
柳在夏的儿子和父亲把他收入捐赠，存入并成立“柳在夏音乐奖学金”。于1989年开始举行，以发掘韩国的流行音乐人才。1大赛冠军陈曹奎率领유희열，고찬용，SHINEE， 나원주, 정지찬

## 专辑简介
- 사랑하기 때문에（因为爱） 发行时间：1987.08

## 演唱歌曲
1. 우울한 편지（蓝色字母） / 살인의 추억   （杀人回忆）
2. 지난날(昨天) / （名作 10 ）
3. 사랑하기 때문에 （因为爱）/ （名作 8）（我是歌手比赛8-1）
4. 사랑하기 때문에 （因为爱）/ 0시의 충무로 여름특집 / 나의 사랑 나의 노래（我的歌）
5. 그대 내 품에 （你在我的怀里）/ 사랑하기 때문에（因为爱）

## 作词作曲
- 그대 내 품에 （你在我怀里）/ 사랑하기 때문에（因为爱）   演唱：유재하（ 柳在夏）
- 그대 내 품에 （你在我怀里）/ [서바이벌 나는 가수다] 경연4-1.（我是歌手比赛4-1（韩国节目）） 演唱：박정현（莱娜公园）
- 가리워진 길 （掩盖了道路）/ Thank You I Can Smile Again  演唱：백지영（白智榮）
- 그대와 영원히 （永远和你在一起）/ Remember  演唱：김범수（金范秀）
- 우울한 편지 （蓝色字母）/ 사랑하기 때문에（因为爱）  演唱：유재하（柳在夏）